# Добруджанска къща
Добруджанската къща представлява характерен архитектурен тип строителство на къщите през Възраждането, в зависимост от вложената концепция в плановото решение на жилището.

## Характеристика
Най-старите жилища са уземните къщи, наречени бурдеи. Те се срещат в Добруджа до началото на 40-те години на XX век, а след това се използват на места като стопански сгради.
Те са двуделни. Входът се намира на предната къса страна. Помещенията се разполагат едно зад друго в дълбочина. В първото помещение, наричано вкъщи, има огнище с комин. В съседното помещение – собата, на гърба на огнището има зидана[печка, наричана тук също соба. Когато имало нужда от трето помещение, е изграждано зад собата. Разположението на помещенията едно зад друго, което е характерно за уземната къща, се запазва и в някои форми на наземната къща.
Наред с уземните къщи съществуват и наземни къщи, особено в южните гористи райони, а също и по-големи къщи на заможни стопани, най-вече в крайдунавските и крайморските градове.
През Възраждането масовата къща е двуделната наземна къща. Тя има същото разпределение вкъщи и соба, а входът ѝ се намира на дългата страна на сградата. Тази къща се среща както без навес, така и с навес по цялата дължина на предната фасада.
В Добруджа широко се среща и друг тип къща – асиметричната. И тя е двуделна и има същите и по същия начин устроени помещения – вкъщи, соба и навес. Помещението с огнището – вкъщи, е силно намалено и отдръпнато навътре, а навесът заема само пространството пред него. Разпространението на тази форма стига на юг до Стара планина.
Оборът, когато е под един покрив с жилището, е долепен до вкъщи. В стената, която го разделя, се оставя малко прозорче, на което се слага светилникът, когато нощем се отива при добитъка. По-късно мястото на обора се заема от стая, а за обора се пристроява отстрани ново, четвърто помещение. Новата стая запазва обаче малкото прозорче към вкъщи и няма зидана печка.
Къщите на заможните стопани се състоят от приземие и етаж. Приземието се състои от мазе и обор, а в етажа е жилището. Последното представлява по-нататъшно развитие на триделното жилище и има освен вкъщи още две жилищни помещения и килер или три жилищни помещения. Чардакът е частично или изцяло силно издаден пред оградата.
Къщите в градовете повтарят същите форми с някои предпочитания. В Разград и Добрич често срещана форма е асиметричната и нейните производни, в Тутракан и Силистра обичайна е двуделната с чардак пред цялата фасада.
Предполага се, че в Лудогорието са широко разпространени венцовата и стълбово-талпената конструкция. В крайдунавската част и във вътрешността на Добруджа къщите са плетенки или от кирпич. Само в богатите с камък местности, предимно в източната крайморска част, каменният градеж е широко застъпен. Подовете са от трамбована глина. Покривите са от слама, а в градовете и от дъски и по-рядко от керемиди. Високите огради около големите селски дворове са от същия материал, от който са правени и къщите. Външната украса на по-заможните къщи е съсредоточена върху капителнте и базите на дървените колонки, первазите на прозорците и по-рядко на чардачния парапет, а вътре върху огнището и собата.
С постни бои – вар, черна охра, цинобър, ултрамарин – от чисти тонове в различни комбинации са оцветени страните на ребрата и гредите, гредите на тавана, частите на колонките, парапетите, вратите и прозорците.